# Парламентські вибори в Іраку 2014
Парламентські вибори в Іраку 2014 року відбулись 30 квітня. За результатами виборів було обрано 328 депутатів Ради представників Іраку. Парламент країни в свою чергу обрав президента і прем'єр-міністра.

## Учасники виборов
Незалежна вища виборча комісія Іраку затвердила список з 277 політичних утворень, що мали право участі в парламентських виборах 2014 року.

## Результати
Перемогу на виборах здобув блок Держава закону на чолі з Нурі аль-Малікі, якого було обрано прем'єр-міністром. Друге місце посів альянс Національна згода Іраку, лідером якого виступав Айяд Аллауї (колишній глава уряду).